# Système de Linné

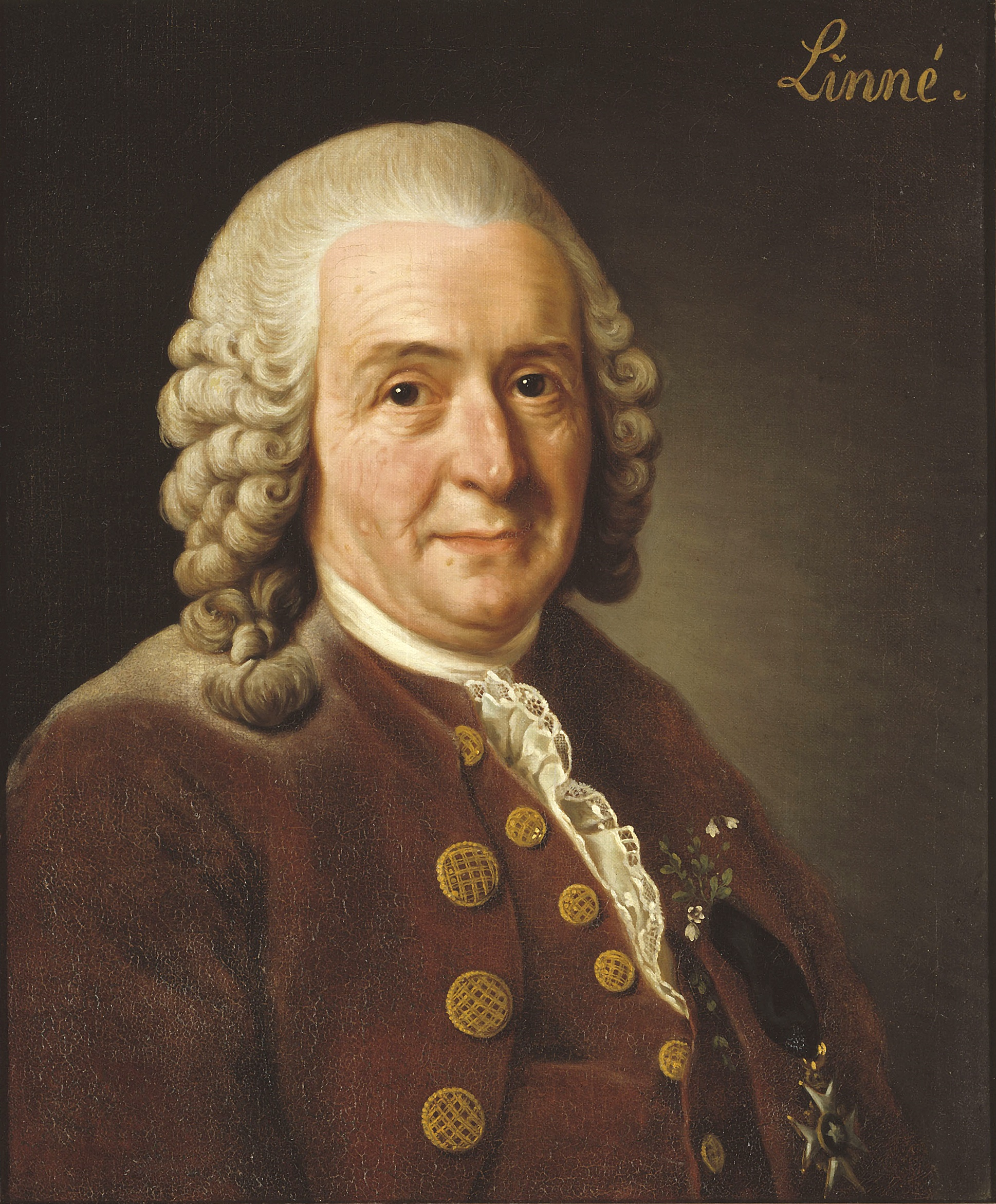
Carl von Linné

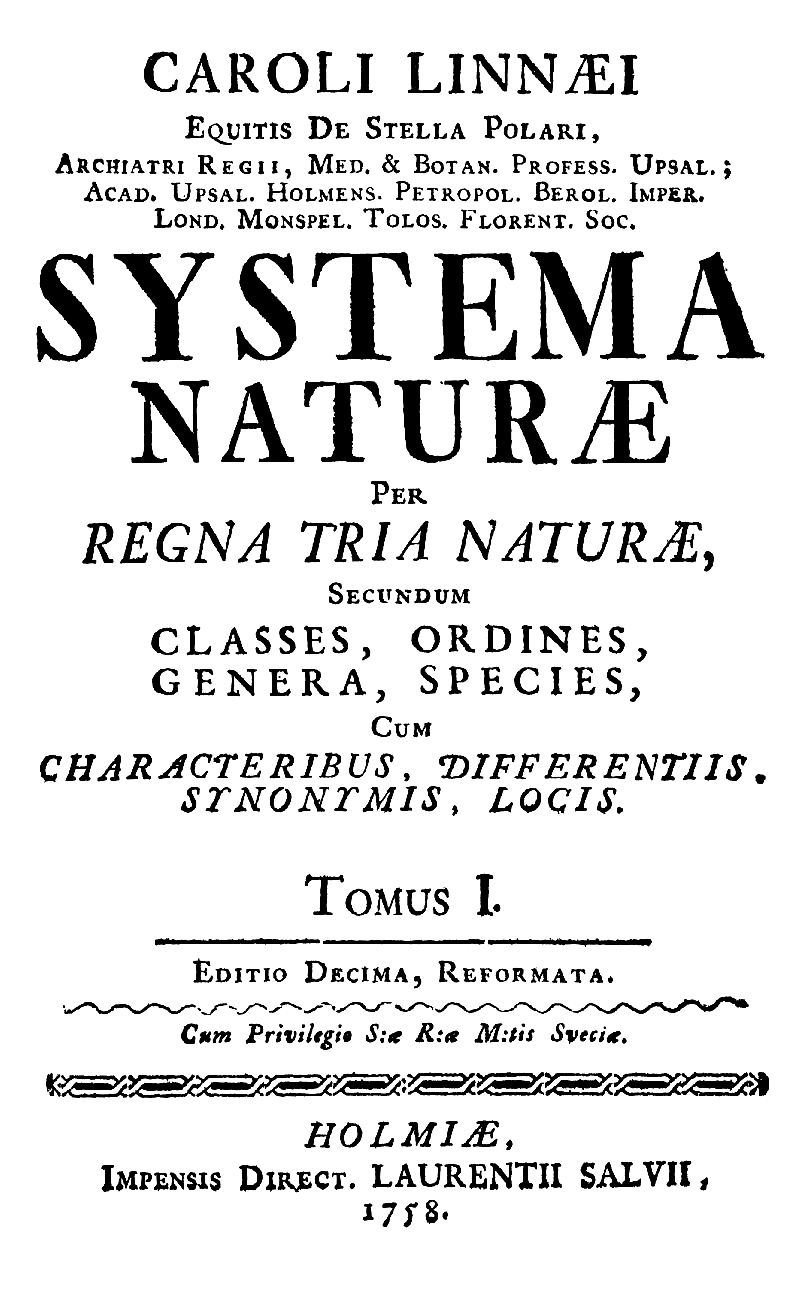
Systema Naturae

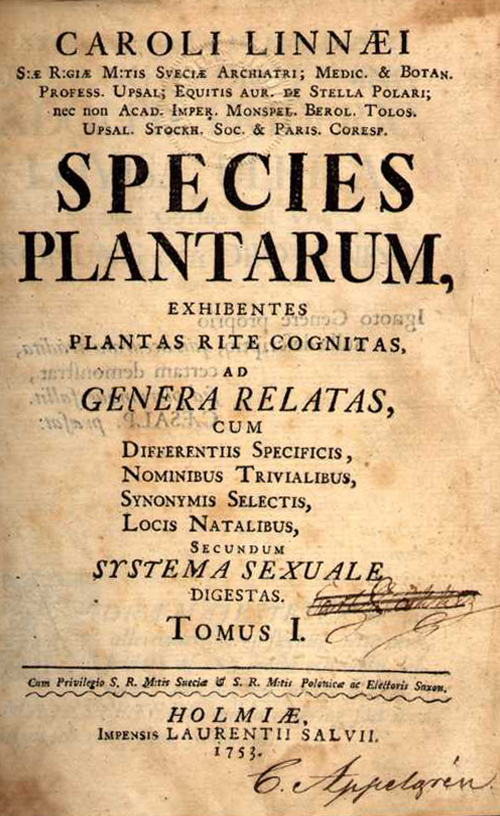
Species plantarum

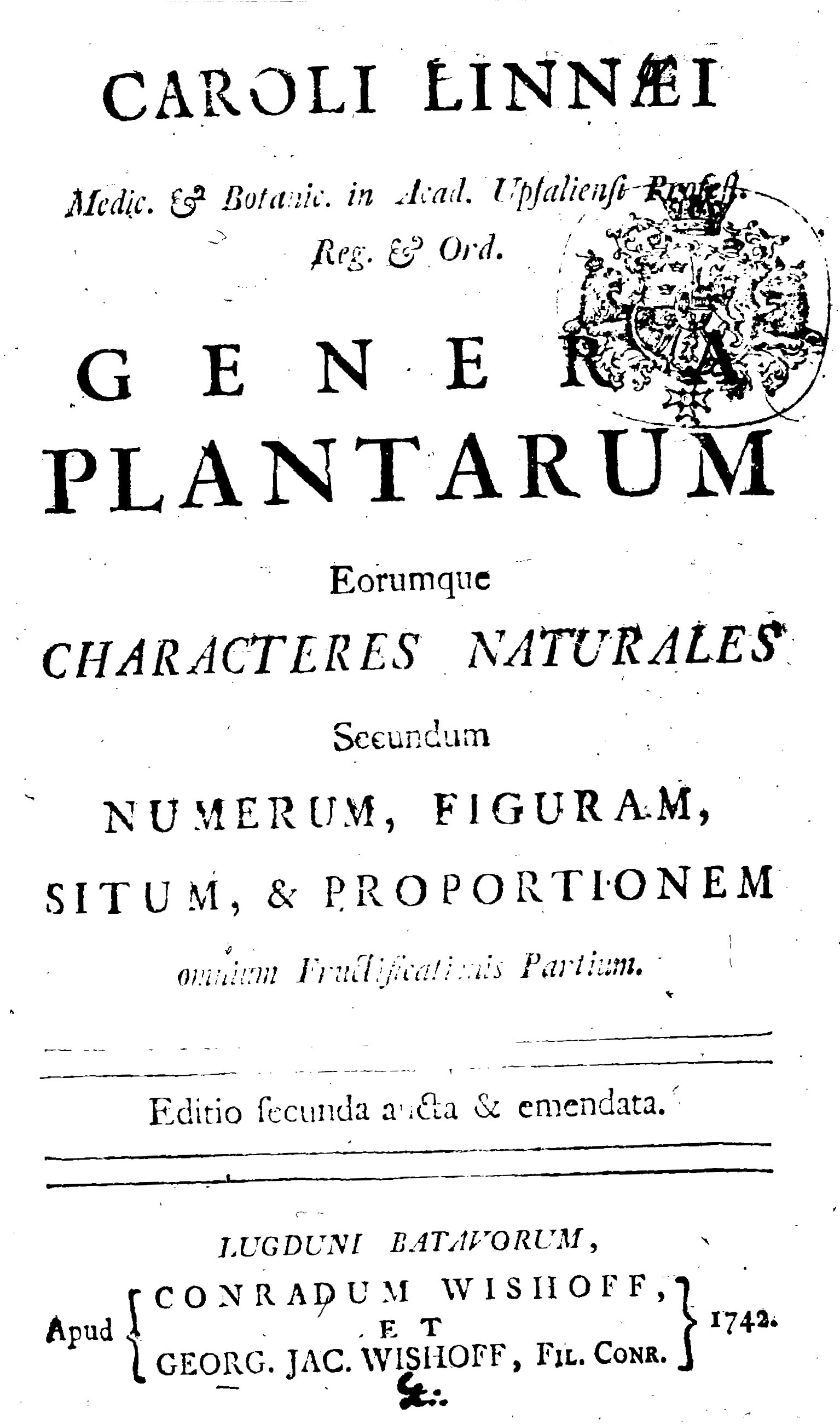
Genera Plantarum

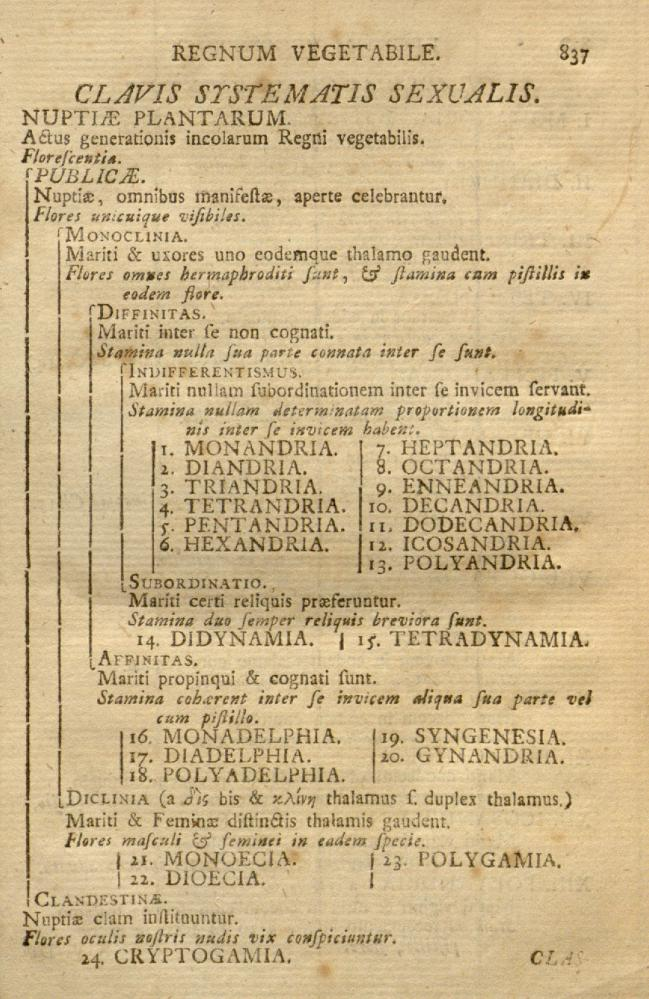
La Classification de Linné

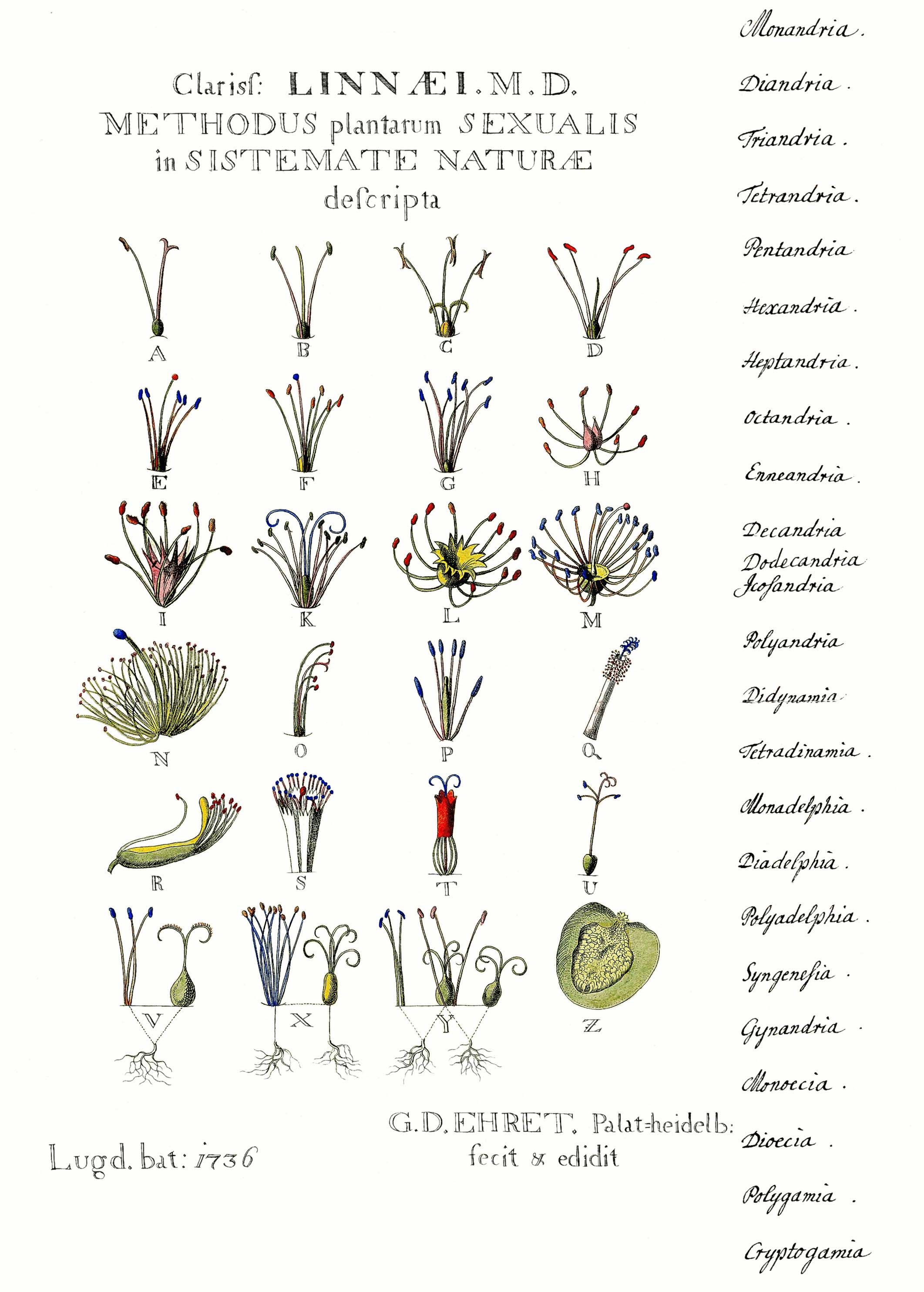
Catégories botanique dans le système de Linné

En botanique, le système de Linné, ou système sexuel de Linné, est la base du système moderne de classification des plantes. Bien qu'amélioré par la suite, le système de classification des espèces végétales créé par le naturaliste suédois Carl von Linné (1707-1778) a été d'une grande importance, ayant le mérite de créer une sorte de catalogue avec l'enregistrement et la description des plantes et de la nomenclature binomiale de l'espèce en latin.
Le système de classification a été proposé par Linné dans les œuvres :
- Systema naturae (1735)
- Genera plantarum[2] (1737)
- Species plantarum[3] (1753)

Ce système, dit artificiel, considère comme caractères de classification la constitution de la fleur, le nombre des étamines et le nombre de pistils. Selon ces critères, les plantes ont été réparties en 24 classes, divisées en ordres, genres et espèces.